# ワーナー・ブラザース・コリア
ワーナー・ブラザース・コリア（朝: 워너 브라더스 코리아）は、韓国の映画制作会社（1989年設立）。